# Campionat d'Itàlia de Ral·lis
El Campionat d'Itàlia de Ral·lis (en italià, Campionato Italiano Rally, abreujat CIR) és la principal competició de ral·lis d'Itàlia.
El pilot amb major nombre de títols és Paolo Andreucci amb 11 campionats, seguit de Dario Cerrato amb 6 campionats. Per marques, la més laurejada és Lancia, la qual ha guanyat en 24 ocasions.

## Campions
A 4 d'agost de 2023
| Any  | Pilot                 | Copilot             | Cotxe                            | Notes |
| ---- | --------------------- | ------------------- | -------------------------------- | ----- |
| 1961 | Luigi Marsaglia       | Moroni Prada        | Fiat 1100/103 TV                 |       |
| 1962 | Arnaldo Cavallari     |                     | Alfa Romeo Giulietta TI          |       |
| 1963 | Arnaldo Cavallari     |                     | Alfa Romeo Giulietta TI          |       |
| 1964 | Arnaldo Cavallari     |                     | Alfa Romeo Giulia GT             |       |
| 1965 | Enzo Martoni          |                     | Lancia Fulvia 2C                 |       |
| 1966 | Leo Cella             |                     | Lancia Fulvia 1.3 Coupé HF       |       |
| 1967 | Sandro Munari         | Luciano Lombardini  | Lancia Fulvia 1.3 Coupé HF       |       |
| 1968 | Arnaldo Cavallari     | Dante Salvay        | Lancia Fulvia 1.3 Coupé HF       |       |
| 1969 | Sandro Munari         | Arnaldo Bernacchini | Lancia Fulvia 1.3 Coupé HF       |       |
| 1970 | Alcide Paganelli      | Ninni Russo         | Fiat 124 Sport Spider            |       |
| 1971 | Sergio Barbasio       | Piero Sodano        | Lancia Fulvia 1.6 Coupé HF       |       |
| 1972 | Sergio Barbasio       | Piero Sodano        | Lancia Fulvia 1.6 Coupé HF       |       |
| 1973 | Amilcare Ballestrieri | Silvio Maiga        | Lancia Fulvia 1.6 Coupé HF       |       |
| 1974 | Maurizio Verini       | Gino Macaluso       | Fiat Abarth 124 Rally            |       |
| 1975 | Roberto Cambiaghi     | Emanuele Sanfront   | Fiat Abarth 124 Rally            |       |
| 1976 | Antonio Fassina       | Mauro Mannini       | Lancia Stratos HF                |       |
| 1977 | Mauro Pregliasco      | Vittorio Reisoli    | Lancia Stratos HF                |       |
| 1978 | Adartico Vudafieri    | Mauro Mannini       | Lancia Stratos HF                |       |
| 1979 | Antonio Fassina       | Mauro Mannini       | Lancia Stratos HF                |       |
| 1980 | Adartico Vudafieri    | Fabio Penariol      | Fiat 131 Abarth                  |       |
| 1981 | Antonio Fassina       | Rudy Dal Pozzo      | Opel Ascona 400                  |       |
| 1982 | Tonino Tognana        | Max De Antoni       | Ferrari 308 GTB Lancia Rally 037 |       |
| 1983 | Miki Biasion          | Tiziano Siviero     | Lancia Rally 037                 |       |
| 1984 | Adartico Vudafieri    | Luigi Pirollo       | Lancia Rally 037                 | Open  |
|      | Paolo Fabbri          | Paolo Cecchini      | Fiat Ritmo Abarth 125 TC         |       |
| 1985 | Dario Cerrato         | Giuseppe Cerri      | Lancia Rally 037                 | Open  |
|      | Fabrizio Tabaton      | Luciano Tedeschini  | Lancia Rally 037                 |       |
| 1986 | Dario Cerrato         | Giuseppe Cerri      | Lancia Delta S4                  | Open  |
|      | Dario Cerrato         | Giuseppe Cerri      | Lancia Delta S4                  |       |
| 1987 | Michele Rayneri       | Carlo Cassina       | Lancia Rally 037                 | Gr.B  |
|      | Fabrizio Tabaton      | Luciano Tedeschini  | Lancia Delta HF 4WD              | Gr.A  |
| 1988 | Dario Cerrato         | Giuseppe Cerri      | Lancia Delta HF 4WD              |       |
| 1989 | Dario Cerrato         | Giuseppe Cerri      | Lancia Delta Integrale           |       |
| 1990 | Dario Cerrato         | Giuseppe Cerri      | Lancia Delta Integrale 16v       |       |
| 1991 | Dario Cerrato         | Giuseppe Cerri      | Lancia Delta Integrale 16v       |       |
| 1992 | Piergiorgio Deila     | Pierangelo Scalvini | Lancia Delta HF Integrale        |       |
| 1993 | Gilberto Pianezzola   | Loris Roggia        | Lancia Delta HF Integrale        |       |
| 1994 | Gianfranco Cunico     | Stefano Evangelisti | Ford Escort RS Cosworth          |       |
| 1995 | Gianfranco Cunico     | Stefano Evangelisti | Ford Escort RS Cosworth          |       |
| 1996 | Gianfranco Cunico     | Pierangelo Scalvini | Ford Escort RS Cosworth          |       |
| 1997 | Andrea Dallavilla     | Danilo Fappani      | Subaru Impreza 555               |       |
| 1998 | Andrea Aghini         | Loris Roggia        | Toyota Corolla WRC               |       |
| 1999 | Andrea Aghini         | Loris Roggia        | Toyota Corolla WRC               |       |
| 2000 | Piero Longhi          | Lucio Baggio        | Toyota Corolla WRC               |       |
| 2001 | Paolo Andreucci       | Alessandro Giusti   | Ford Focus WRC                   |       |
| 2002 | Renato Travaglia      | Flavio Zanella      | Peugeot 206 WRC                  |       |
| 2003 | Paolo Andreucci       | Anna Andreussi      | Fiat Punto S1600                 |       |
| 2004 | Andrea Navarra        | Simona Fedeli       | Subaru Impreza WRX               |       |
| 2005 | Piero Longhi          | Maurizio Imerito    | Subaru Impreza WRX               |       |
| 2006 | Paolo Andreucci       | Anna Andreussi      | Fiat Grande Punto Abarth S2000   |       |
| 2007 | Giandomenico Basso    | Mitia Dotta         | Fiat Grande Punto Abarth S2000   |       |
| 2008 | Luca Rossetti         | Matteo Chiarcossi   | Peugeot 207 S2000                |       |
| 2009 | Paolo Andreucci       | Anna Andreussi      | Peugeot 207 S2000                |       |
| 2010 | Paolo Andreucci       | Anna Andreussi      | Peugeot 207 S2000                |       |
| 2011 | Paolo Andreucci       | Anna Andreussi      | Peugeot 207 S2000                |       |
| 2012 | Paolo Andreucci       | Anna Andreussi      | Peugeot 207 S2000                |       |
| 2013 | Umberto Scandola      | Guido D'Amore       | Škoda Fabia S2000                |       |
| 2014 | Paolo Andreucci       | Anna Andreussi      | Peugeot 208 T16 R5               |       |
| 2015 | Paolo Andreucci       | Anna Andreussi      | Peugeot 208 T16 R5               |       |
| 2016 | Giandomenico Basso    | Lorenzo Granai      | Ford Fiesta R5                   |       |
| 2017 | Paolo Andreucci       | Anna Andreussi      | Peugeot 208 T16 R5               |       |
| 2018 | Paolo Andreucci       | Anna Andreussi      | Peugeot 208 T16 R5               |       |
| 2019 | Giandomenico Basso    | Lorenzo Granai      | Škoda Fabia R5                   |       |
| 2020 | Andrea Crugnola       | Pietro Ometto       | Citroën C3 R5                    |       |
| 2021 | Giandomenico Basso    | Lorenzo Granai      | Škoda Fabia R5                   |       |
| 2022 | Andrea Crugnola       | Pietro Ometto       | Citroën C3 Rally2                |       |
| 2023 | Andrea Crugnola       | Pietro Ometto       | Citroën C3 Rally2                |       |